# Parathyma selenophora
Parathyma selenophora är en fjärilsart som beskrevs av Vincenz Kollar 1848. Parathyma selenophora ingår i släktet Parathyma och familjen praktfjärilar. Inga underarter finns listade i Catalogue of Life.